# سهره بیشه‌ای ران‌زرد
سهره بیشه‌ای ران‌زرد (نام علمی: Pselliophorus tibialis) نام یک گونه از سرده سهره‌های النگودار است.